# Pierszacwiet
Pierszacwiet (biał. Першацвет, pol. Pierwiosnek) – białoruski literacko-artystyczny i informacyjno-publicystyczny ilustrowany miesięcznik dla młodzieży. Ukazywał się od października 1992 do stycznia 2002 roku w Mińsku, w języku białoruskim.

## Tematyka
Przedstawiał trendy i procesy w literaturze na Białorusi. Na łamach czasopisma ukazywały się wiersze i proza młodych literatów, wywiady z przedstawicielami ruchów młodzieżowych, artykuły o sztuce, filozofii i ekologii. Miał rubryki „Proza”, „Poezja”, „Zarys”, „Dla gości”, „Rozmowa”, „Seminarium”, „Krytyka” i inne.

## Literatura
- Першацвет // Беларуская энцыклапедыя: У 18 т. Т.12: Палікрат — Праметэй / Рэдкал.: Г. П. Пашкоў і інш. — Мн.: БелЭн, 2001. — Т. 12. — С. 381. — 560 с. — 10 000 экз, экз. — ISBN 985-11-0198-2 (Т. 12).